# Saint-Julien-de-l'Escap
Pour les articles homonymes, voir Saint-Julien.
Saint-Julien-de-l'Escap est une commune du Sud-Ouest de la France située dans le département de la Charente-Maritime (région Nouvelle-Aquitaine).
Ses habitants sont appelés les Escapiens et les Escapiennes.

## Géographie

### Localisation et accès
Le village est à l'intersection de l'ancienne route nationale 139 entre La Rochelle et Périgueux par Angoulême et de l'ancienne route nationale 150 qui allait de Poitiers à Saintes.

### Communes limitrophes
|                     | Courcelles              | Poursay-Garnaud |
| Saint-Jean-d'Angély | Saint-Julien-de-l'Escap | Varaize         |
|                     | Asnières-la-Giraud      | Fontenet        |

### Hydrographie
La Boutonne, affluent de la Charente, et un de ses affluents, la Nie, traversent la commune.

## Urbanisme

### Typologie
Au 1er janvier 2024, Saint-Julien-de-l'Escap est catégorisée commune rurale à habitat dispersé, selon la nouvelle grille communale de densité à 7 niveaux définie par l'Insee en 2022.
Elle appartient à l'unité urbaine de Saint-Jean-d'Angély, une agglomération intra-départementale dont elle est une commune de la banlieue,. Par ailleurs la commune fait partie de l'aire d'attraction de Saint-Jean-d'Angély, dont elle est une commune de la couronne,. Cette aire, qui regroupe 37 communes, est catégorisée dans les aires de moins de 50 000 habitants,.

### Occupation des sols
L'occupation des sols de la commune, telle qu'elle ressort de la base de données européenne d’occupation biophysique des sols Corine Land Cover (CLC), est marquée par l'importance des territoires agricoles (83,6 % en 2018), une proportion sensiblement équivalente à celle de 1990 (83,8 %). La répartition détaillée en 2018 est la suivante : 
terres arables (63,2 %), zones agricoles hétérogènes (15 %), forêts (11 %), zones urbanisées (5,4 %), prairies (5,4 %). L'évolution de l’occupation des sols de la commune et de ses infrastructures peut être observée sur les différentes représentations cartographiques du territoire : la carte de Cassini (XVIIIe siècle), la carte d'état-major (1820-1866) et les cartes ou photos aériennes de l'IGN pour la période actuelle (1950 à aujourd'hui).

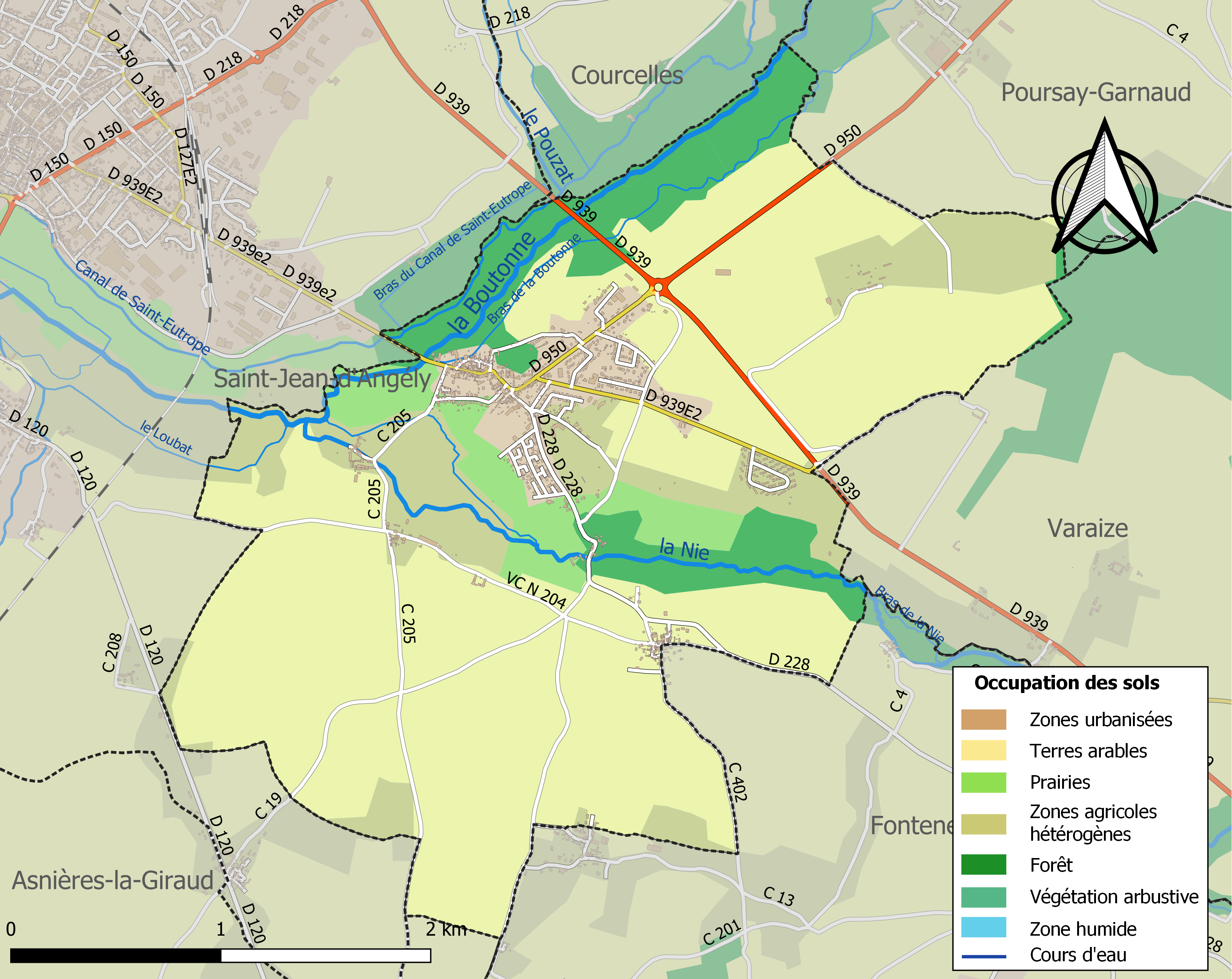
Carte des infrastructures et de l'occupation des sols de la commune en 2018 (CLC).

### Risques majeurs
Le territoire de la commune de Saint-Julien-de-l'Escap est vulnérable à différents aléas naturels : météorologiques (tempête, orage, neige, grand froid, canicule ou sécheresse), inondations et séisme (sismicité modérée). Il est également exposé à un risque technologique,  le transport de matières dangereuses. Un site publié par le BRGM permet d'évaluer simplement et rapidement les risques d'un bien localisé soit par son adresse soit par le numéro de sa parcelle.

#### Risques naturels
Certaines parties du territoire communal sont susceptibles d’être affectées par le risque d’inondation par débordement de cours d'eau, notamment la Boutonne et la Nie. La commune a été reconnue en état de catastrophe naturelle au titre des dommages causés par les inondations et coulées de boue survenues en 1982, 1993, 1999 et 2010,.
Par ailleurs, afin de mieux appréhender le risque d’affaissement de terrain, l'inventaire national des cavités souterraines permet de localiser celles situées sur la commune.
Concernant les mouvements de terrains, la commune a été reconnue en état de catastrophe naturelle au titre des dommages causés par des mouvements de terrain en 1999 et 2010.

#### Risques technologiques
Le risque de transport de matières dangereuses sur la commune est lié à sa traversée par une ou des infrastructures routières ou ferroviaires importantes ou la présence d'une canalisation de transport d'hydrocarbures. Un accident se produisant sur de telles infrastructures est susceptible d’avoir des effets graves sur les biens, les personnes ou l'environnement, selon la nature du matériau transporté. Des dispositions d’urbanisme peuvent être préconisées en conséquence.

## Toponymie
Le nom de la commune a pour origine Saint Julien, ainsi que le terme d'origine occitane escap (étape, refuge, rescapé) qui désignait au XVe siècle une aumônerie pour les pèlerins de Saint-Jacques.
En 1098, la paroisse se nomme Sanctus Julianus de Stapio.

## Administration

### Liste des maires
| Période                                  | Période  | Identité              | Étiquette | Qualité     |
| ---------------------------------------- | -------- | --------------------- | --------- | ----------- |
| 2001                                     | 2008     | Jean-Louis Boussiquet |           |             |
| 2008                                     | En cours | Frédéric Emard        |           | Agriculteur |
| Les données manquantes sont à compléter. |          |                       |           |             |

## Démographie

### Évolution démographique
L'évolution du nombre d'habitants est connue à travers les recensements de la population effectués dans la commune depuis 1793. Pour les communes de moins de 10 000 habitants, une enquête de recensement portant sur toute la population est réalisée tous les cinq ans, les populations de référence des années intermédiaires étant quant à elles estimées par interpolation ou extrapolation. Pour la commune, le premier recensement exhaustif entrant dans le cadre du nouveau dispositif a été réalisé en 2005.

En 2022, la commune comptait 857 habitants, en évolution de −4,88 % par rapport à 2016 (Charente-Maritime : +4,04 %, France hors Mayotte : +2,11 %).
| 1793 | 1800 | 1806 | 1821 | 1831 | 1836 | 1841 | 1846 | 1851 |
| ---- | ---- | ---- | ---- | ---- | ---- | ---- | ---- | ---- |
| 366  | 435  | 440  | 444  | 522  | 497  | 491  | 551  | 595  |

| 1856 | 1861 | 1866 | 1872 | 1876 | 1881 | 1886 | 1891 | 1896 |
| ---- | ---- | ---- | ---- | ---- | ---- | ---- | ---- | ---- |
| 621  | 592  | 589  | 580  | 656  | 501  | 519  | 569  | 472  |

| 1901 | 1906 | 1911 | 1921 | 1926 | 1931 | 1936 | 1946 | 1954 |
| ---- | ---- | ---- | ---- | ---- | ---- | ---- | ---- | ---- |
| 439  | 436  | 433  | 409  | 434  | 444  | 453  | 463  | 524  |

| 1962 | 1968 | 1975 | 1982 | 1990 | 1999 | 2005 | 2006 | 2010 |
| ---- | ---- | ---- | ---- | ---- | ---- | ---- | ---- | ---- |
| 781  | 581  | 864  | 898  | 838  | 767  | 868  | 889  | 859  |

| 2015 | 2020 | 2022 | - | - | - | - | - | - |
| ---- | ---- | ---- | - | - | - | - | - | - |
| 913  | 864  | 857  | - | - | - | - | - | - |

## Lieux et monuments
- L'église Saint-Julien.

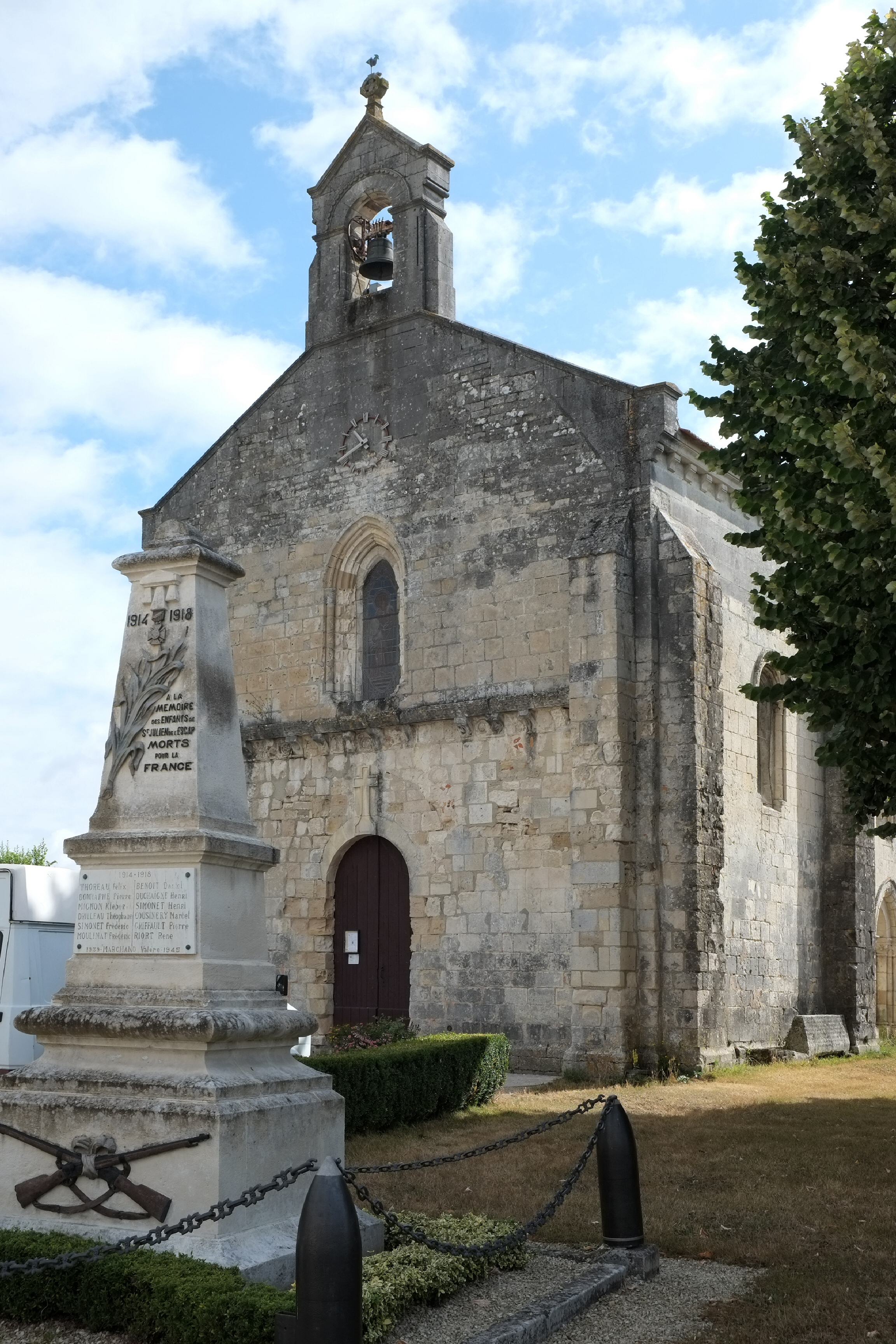
L'église Saint-Julien, l'entrée et la cloche .
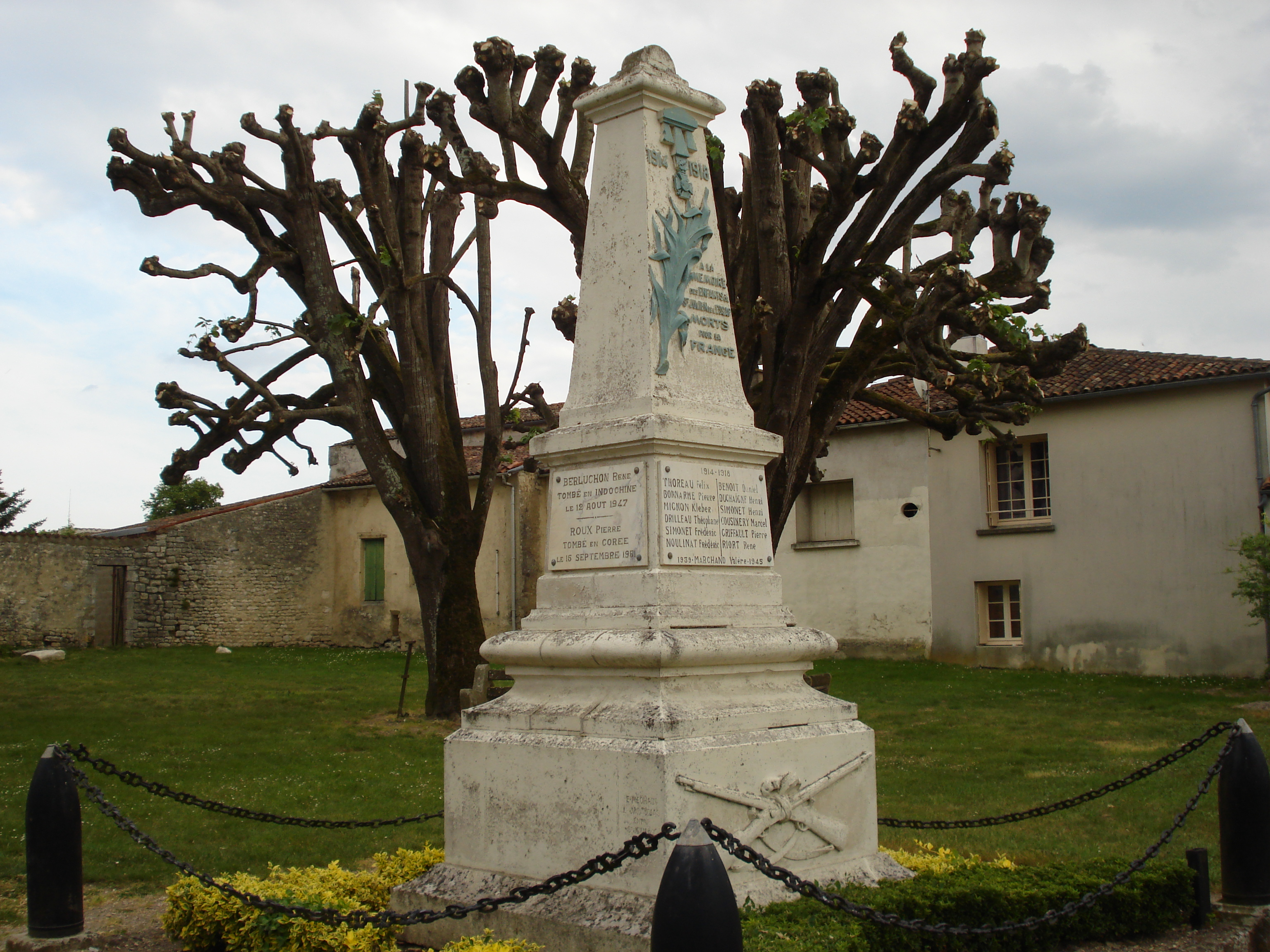
Monument aux morts 1914-1918 et 1939-1945.

## Personnalités liées à la commune
- Noël Santon, écrivaine.
- Jean Coutenceau, homme politique.